# اشیت-لو-گرند
اشیت-لو-گرند (به فرانسوی: Achiet-le-Grand) یک کمون در فرانسه است که در پا-دو-کاله واقع شده‌است.

## خصوصیات
اشیت-لو-گرند ۵٫۰۸ کیلومترمربع مساحت و ۱٬۰۷۴ نفر جمعیت دارد و ۱۱۷ متر بالاتر از سطح دریا واقع شده‌است.